# John Nelson
John Nelson   (San José, 6 de desembre de 1941 - Chicago, 31 de març de 2025) va ser un director d'orquestra estatunidenc.

## Biografia
Fill de pares nord-americans, va néixer a San José (Costa Rica). Va romandre la seva infància en aquest país fins als onze anys, edat en la qual va partir al costat dels seus pares, que exercien com a missioners de la Missió Llatinoamericana (Església protestant).
Va estudiar al Wheaton College d'Illinois i posteriorment a la Juilliard School of Music amb Jean Morel.
Va ser Director Musical de l'Orquestra Simfònica d'Indianapolis entre 1976 i 1987, amb la qual va realitzar dos enregistraments d'algunes composicions d'Ellen Taaffe Zwilich i Charles Martin Loeffler per al segell New World Records. A l'Opera Theatre of Saint Louis va ser Director Musical entre 1985 i 1988 i Director Principal entre 1988 i 1991. També va ser director del Caramoor Festival de 1983 a 1990. El setembre del 1998, va ser nomenat Director Musical de l'Ensemble Orchestral de Paris fins al 2008.
És àmpliament reconegut com a gran intèrpret d'obres monumentals del període romàntic, per les seves interpretacions operístiques (en particular les del compositor Hector Berlioz), així com les de composicions del període Barroc.
Regularment va dirigir orquestres en la majoria de les ciutats més importants del món. Als Estats Units va dirigir l'Orquestra Filharmònica de Nova York, l'Orquestra Filharmònica de Los Angeles, l'Orquestra de Filadèlfia i les orquestres simfòniques de Boston, Chicago, Pittsburgh, Sant Francisco i Cleveland. A Amèrica Llatina ha dirigit l'Orquestra Simfònica Nacional i el Cor Simfònic Nacional (Costa Rica) en diverses oportunitats. A Europa ha dirigit totes les orquestres de Londres, l'Orquestra Estatal Saxona de Dresden, l'Orquestra de la Gewandhaus de Leipzig, l'Orquestra de París i les orquestres de Colònia, Stuttgart, Róterdam, Oslo i Estocolm.
John Nelson també és reconegut pel seu interès en el música coral i va ser director musical de l'organització artística Soli Deo Gloria, que té la finalitat de promoure la música coral sacra en escenaris en els quals no és habitualment representada. El 1994 va obtenir el Premi Grammy al Millor enregistrament d'òpera per la producció de 1993 de Sèmele de Georg Friedrich Händel.